# Maktab
Il maktab (in arabo ﻣﻜﺘﺐ‎?, dalla radice linguistica <k-t-b>, che significa "scrivere") indica la prima precaria e rozza scuola islamica in cui un adulto volenteroso e discreto conoscitore del Corano insegnava a leggere e a scrivere la lingua araba ai ragazzi, in cambio di un magro emolumento da parte dei loro genitori.
Strumento di base era il Corano e nel maktab il fine principale era l'apprendimento della lingua e che lo studente (tilmīdh) imparasse a memoria, almeno in parte, il sacro testo (senza studiarne i contenuti). Imparandolo totalmente ci si guadagnava invece l'appellativo altamente onorifico nella società musulmana di ḥāfiẓ (in arabo ﺣﺎﻓﻆ‎?), pl. ḥuffāẓ) lett. "Chi preserva, chi conserva [a memoria il Corano]".
La rudimentalità di una simile istituzione di base di studio faceva sì che lo spazio identificato e impiegato fosse estremamente vario, mai comunque vicino alle moschee in cui il livello d'istruzione impartito era decisamente più elevato. Si privilegiavano quindi locali privati, vicinanze di fontane, come avveniva al Cairo, e strade antistanti le abitazioni private (in genere del maestro, talora chiamato non senza pompa faqīh, appellativo normalmente riservato al giurisperito esperto di fiqh) o santuari di vario tipo.